# Приуральский отдел
| система                                                                          | система | отдел        | ярус        | Ниж. граница, млн лет |
| -------------------------------------------------------------------------------- | ------- | ------------ | ----------- | --------------------- |
| Триас                                                                            | Триас   | Нижний       | Индский     | 251,902 ±0,024        |
| Пермь                                                                            | Пермь   | Лопинский    | Чансинский  | 254,14 ±0,07          |
| Пермь                                                                            | Пермь   | Лопинский    | Вучапинский | 259,51 ±0,21          |
| Пермь                                                                            | Пермь   | Гваделупский | Кептенский  | 264,28 ±0,16          |
| Пермь                                                                            | Пермь   | Гваделупский | Вордский    | 266,9 ±0,4            |
| Пермь                                                                            | Пермь   | Гваделупский | Роудский    | 274,4 ±0,4            |
| Пермь                                                                            | Пермь   | Приуральский | Кунгурский  | 283,3 ±0,4            |
| Пермь                                                                            | Пермь   | Приуральский | Артинский   | 290,1 ±0,26           |
| Пермь                                                                            | Пермь   | Приуральский | Сакмарский  | 293,52 ±0,17          |
| Пермь                                                                            | Пермь   | Приуральский | Ассельский  | 298,9 ±0,15           |
| Карбон                                                                           | Пен.    | Верхний      | Гжельский   | больше                |
| Деление и золотые гвозди в соответствии с IUGS по состоянию на декабрь 2024 года |         |              |             |                       |

Приуральский отдел (англ. Cisuralian Series) — первый (нижний) отдел пермской системы в Международной (МСШ) и Общей (ОСШ) стратиграфических шкалах. Охватывает породы, сформировавшиеся в приуральскую эпоху пермского периода палеозойской эры, около 298,9—274,4 миллионов лет назад (всего около 24 с половиной миллионов лет). Следует за гжельским веком каменноугольного периода. В МСШ располагается под роудским ярусом гваделупского отдела, в ОСШ — под казанским ярусом биармийского отдела пермской системы.
Название предложено Альбертом Лаппараном в 1900 году, однако принято оно было только в 2004 году.

## Подразделения приуральского отдела
| Пермский период в ОСШ (Россия) Деление по состоянию на март 2024 года |              |                |                       |
| система                                                               | отдел        | ярус / век     | Ниж. граница, млн лет |
| Триас                                                                 | Нижний       | Индский        | 251,902±0,024         |
| Пермь                                                                 | Татарский    | Вятский        | 259,51±0,2            |
| Пермь                                                                 | Татарский    | Северодвинский | 264,28±0,16           |
| Пермь                                                                 | Биармийский  | Уржумский      | 266,9±0,4             |
| Пермь                                                                 | Биармийский  | Казанский      | 273,01±0,14           |
| Пермь                                                                 | Приуральский | Уфимский       | ?                     |
| Пермь                                                                 | Приуральский | Кунгурский     | 283,5±0,6             |
| Пермь                                                                 | Приуральский | Артинский      | 290,1±0,26            |
| Пермь                                                                 | Приуральский | Сакмарский     | 293,52±0,17           |
| Пермь                                                                 | Приуральский | Ассельский     | 298,9±0,15            |
| Карбон                                                                | Верхний      | Гжельский      | больше                |

Приуральский отдел (эпоха) подразделяется на следующие друг за другом (от более древних к более молодым) ярусы (века): ассельский, сакмарский, артинский и кунгурский. В ОСШ над кунгурским также присутствует уфимский ярус.

## Палеогеография

### Общие сведения
Приуральская эпоха ознаменовывается продолжением формирования протоконтинента Пангеи из Еврамерийского (Северная Америка и Балтия) и Ангарского (Сибирь и Казахстан) материков на севере и Гондванской группы материков, включавшей в себя Южную Америку, Африку, Индостан, Австралию и Антарктиду, на юге. Пангея в виде единого суперконтинента простиралась от южного полюса до полярных областей на севере (75—85° с. ш.). Кроме Пангеи, в пермской географии выделяется две системы микроконтинентов — Катазийская (Северо-Китайский, Южно-Китайский и Индо-Китайский микроконтиненты) и Киммерийская (микроконтиненты Западного Ирана, Центрального Ирана, Северного Тибета (Чангтан) и Бирмо-Малайзии (Сибамесу)). Катазийская система отделяла океан Тетис от Панталассы, а Киммерийская разделяла Тетис на северный Палеотетис и Неотетис.

### Суша
В приуральскую эпоху, а также в начале дарвазской эпохи ранней перми в приэкваториальной зоне Пангеи располагалась массивная коллизионная горная система, пересекавшая суперконтинент с запада на восток, разделяя его северную — Лавразийскую и южную — Гондванскую половины. Также во внутренних континентальных областях Лавразийской и Гондванской частей суперконтинента находились как коллизионные горные системы и пояса, так и остаточные докембрийские и палеозойские горы, а также сводовые поднятия и платообразные возвышенности.
Коллизионные горные системы приуральской эпохи располагались в Казахстано-Ангарской области Лавразии. Вдоль её западных и южных окраин располагались пояса Урала, Кызылкумов и Бырранга, а на восточной периферии — Саян, Алтая и Верхоянья; в центре области выделяется так называемая Енисей-Зайсанская горная система.
Остаточными и внутриплитными горами Лавразийской части были: Антлер, Гренвильские, Анцетрал, Фронт-Ранже и Анкомпагре в Северной Америке, Скандинавские на западе Балтии. На территории Гондванской части Пангеи среди таких систем отмечаются: в Южной Америке — Асунсьон вдоль западного обрамления бассейна Параны, Эспиньясу и Жерал на востоке; в Африке — Мавританский пояс и хребты Угарта и Ифарос на северо-западе материка, горные пояса Ломагунди, Мичунга, Макуту, Микуми, Атакора, Майомбе, Митумба, Виндхук на востоке, в центре и на юге; в Австралии — Мак-Доннел, Флин-дрес, Лаклан, Хамерсли и Масгрейв.
Платообразные поднятия занимали большие площади Лавразийской части Пангеи. Примерами таких поднятий являются Байкальское и Патомское в Ангариде, Осло в Балтии. Выделяются также платообразные и сводовые поднятия Ахаггар и Эннеди в Африке, Великое Западное плато в Австралии. Горные сооружения андского типа простирались вдоль западного окончания Южной Америки (Анды), южной окраины Антарктиды (хребет Росса), на востоке Австралии (Нью-Ингленд).
По всей видимости, многие внутриконтинентальные области Пангеи по своему строению напоминали современные бессточные равнины типа Центрально-Африканской и Ботсванской и плато, такими как Центрально-Иранское, Гобийское и др.

### Моря
В ассельско-раннесакмарской перми на значительных пространствах Пангеи продолжали существовать шельфовые, окраинные и эпиконтинентальные моря, оставшиеся с карбона. Северная часть Пангеи омывалась Верхояно-Чукотским, Свердрупским и Баренцевским окраинными морями. На западе Лавразийской части (Северная Америка) глубоко врезались в сушу эпиконтинентальные морские бассейны Мидконтинента, Мидленда, Делаверский, Виллистонский и другие, которые отделялись от западных шельфовых морей поднятиями и островами Анкомпагре, Педернал и Диабле. В центральных областях Лавразийской половины Пангеи располагалось большое Восточно-Европейское внутреннее море, через которое периодически устанавливались проливы, соединяющие Палеотетис и арктические бассейны.
В Гондванской части Пангеи всю её юго-западную периферию охватывал огромный окраинный морской бассейн, располагавшийся между Южной Америкой, Южной Африкой и Антарктидой. Кроме него выделяются Перуано-Боливийский и Субандийский заливы на западе и Мозамбик-Мадагаскарский и Западно-Австралийский на востоке.
С востока Пангею омывали крупные окраинные моря, которые занимали Итало-Динаридскую часть Европы, северные области Африки, почти всю северную половину Аравийского полуострова, северную окраину Индостана.
Внутренними морями и заливами суперконтинент Пангея расчленялся на ряд самостоятельных областей суши: Казахстан-Ангариду, Лаврентию (Северную Америку и Западную Европу, бывший Еврамерийский материк), Западную Гондвану и Восточную Гондвану.
В течение всего пермского периода Пангея очень медленно дрейфовала к северу.

## Климат
Приуральская эпоха характеризуется засушливым ледниковым климатом. Области южного оледенения, начавшегося ранее в карбоне, в Уралии достигли максимального распространения. Выделяется только южный ледниковый пояс. В северном полушарии признаков раннепермских оледенений не обнаружено.
Южный ледниковый пояс в это время охватывал средние широты Южной Америки, Африки (с южной Аравией и Мадагаскаром), Индии, Тибета и Австралии; его влияние, видимо, распространялось также на Малакко-Бирманскую область. Почти целиком была покрыта ледниками Антарктида. Ширина ледникового пояса временами достигала 45—50°. Во второй половине сакмарского века — начале яхташского (артинского) века дарвазской эпохи ледники повсеместно начали отступать и ледниковый пояс сильно сузился. Его северная граница стала располагаться в районе южного полярного круга.
Следствием огромных размеров суперконтинента Пангеи, а также того факта, что вдоль её окраин сформировались протяженные горные системы, стало сокращение окраинных и эпиконтинентальных морей, усугубленным небольшим (в приуральскую эпоху) поднятием суперконтинента над уровнем океана. Это привело к образованию обширных зон с очень сухим климатом (аридных и семиаридных поясов). Выделяют северный и южный аридные пояса Пангеи.
Северный аридный пояс располагался на юге Лавразийской части Пангеи. Пояс простирался от западной окраины Северной Америки (бассейны Мидконтинента, Виллистонский, Делаверский и др.) в центральные южные районы Лавразии (Восточно-Европейский, Днепрово-Донецкий, Центрально-Европейский бассейны) и до южных окраин Казахстано-Ангариды (Чу-Сарысуйский бассейн). В ходе приуральской эпохи северный аридный пояс расширялся на север.
Южный аридный пояс располагался на территории северной половины Гондванской части Пангеи, от Перуано-Боливийского и Субандийского бассейнов на западе, через центральные и восточные внутриконтинентальные районы (бассейны Амазонский, Парнаиба, Беррейриньяс, Гобонский, Мали-Нигерийский, Северо-Сахарский, Мурзук, Куфра, Абьяд, Мозамбикский), и до широкой полосы, охватывающей Северо-Итальянский, Динаридский, Мечекский, Мизийский, Аравийский и др. бассейны на восточной периферии. В начале Уралия (ассельский век) южный аридный пояс располагался между 10° и 30° южной широты. К началу дарвазской эпохи он сместился к югу (между 10—15° и 40—45° южной широты соответственно).

Климатическая карта приуральской эпохи

Семиаридный пояс в ассельско-раннесакмарское время выделяется только в северном полушарии между 40—45° и 15—30° северной широты. Позже, в дарвазскую эпоху, формируется и южный семиаридный пояс (бассейны Карру, Танзанийский).
Кроме того, в приуральскую эпоху широко простираются зоны влажного (гумидного) климата, характерного для позднего карбона, и выделяющихся обширными угленосными бассейнами.
Северный гумидный пояс широко охватывал Ангариду и Северное Приуралье. Здесь находились Тунгусский, Кузнецкий, Горловский, Печорский и другие угленосные бассейны. К началу дарвазской эпохи гумидный угленосный пояс охватывал всю периферию Пангеи, расположенную севернее 30—40° северной широты.
Южный гумидный пояс в ассельском веке занимал сравнительно небольшую площадь на восточной половине Пангеи (центральная Аравия). Однако к дарвазской эпохе он расширился и находился между 50—55° и 70—75° южной широты.
Тропико-экваториальный пояс был ещё одной обширной областью гумидного климата и охватывал Катазийскую и Киммерийскую системы (Северо-Китайский, Южно-Китайский и Чангтанский микроконтиненты, области Центрального и Западного Ирана), а также тетические прибрежные окраины Пангеи.

## Флора и фауна приуральской эпохи

### Морские беспозвоночные
Приуральская эпоха характеризуется разнообразием видов фузулинид.
В Палео-Тетической области фузулиниды обитали почти во всей акватории Тетиса, кроме самых южных районов, подверженных оледенению. В ассельском веке, когда оледенение достигло максимального покрытия, фузулиниды отсутствовали южнее 30° южной широты. Большая же часть области находилась в тропико-экваториальном поясе. Здесь господствовали швагеринидеи, ругозофузилинидеи и другие теплолюбивые виды отряда швагеринид.
Мидконтинент-Андская область охватывала западное побережье Северной и Южной Америки и близлежащие острова. Несмотря на то, что она также располагалась в тропико-экваториальном поясе, видовое разнообразие фузулинид здесь разительно отличалась от тетического. Его основу составляли разнообразные псевдофузулины и ругозофузулины, в видовом отношении совершенно иные, чем в Тетисе.
Франклино-Уральская область охватывала Восточно-Европейский и Свердрупский бассейны, и часть Северной Америки (Аляска). На юго-востоке Восточно-Европейский бассейн имел свободные связи с Тетисом, что в значительной степени определяло характер фузулинидового сообщества этого бассейна, которое в ассельском веке мало отличалось от тетического. Однако по мере удаления от пролива, соединяющего бассейн с Тетисом, к северо-западу, характер сообщества несколько менялся, что выражалось в обеднении видового разнообразия и появлении родов, не характерных для теплолюбивого тетического сообщества (прежде всего это фузулинеллидеи). Начиная с сакмарского века, связь Восточноевропейского и Тетического бассейнов практически прекратилась, и, как следствие, фузулинидовое сообщество Франклино-Уральской области постепенно обособилось от тетического. Количество швагеринидей резко снизилось, а к концу сакмарского века сферошвагерины и парашвагерины в данной области вымерли.